# La colomba selvatica
La colomba selvatica (Holoubek in ceco), Op. 110, è il quarto poema sinfonico di Antonín Dvořák. La prima esecuzione avvenne il 20 marzo del 1898 a Brno e fu diretta da uno dei più famosi studenti di Dvořák, Leoš Janáček.

## Trama
La trama del poema è stata presa dall'omonima opera di Karel Jaromír Erben. Le quattro scene musicali descrivono la storia di una donna che avvelena il marito e sposa subito un altro uomo. Una colomba selvatica si posa sulla lapide del marito defunto ed emette le note di una canzone triste e malinconica, giorno dopo giorno. La donna, pentita, si sente colpevole e si suicida gettandosi in un fiume.